# Psilolechia
Psilolechia — рід грибів родини Psilolechiaceae. Назва вперше опублікована 1860 року.

## Класифікація
Згідно з базою MycoBank до роду Psilolechia відносять 4 офіційно визнані види:
- Psilolechia clavulifera
- Psilolechia leprosa
- Psilolechia lucida
- Psilolechia purpurascens